# Korsikas geografi
Tilbage til hovedartiklen om Korsika

## Placering
Korsika ligger mellem 43°01' og 41°22' nordlig bredde og mellem 9°34' og 8°33' mellem 9°34' og 8°33' østlig længde. Fra nordspidsen af (Cap Corse) til sydenden ved (Capo Pertusato) er øen 183 km lang, og fra (Alistro) i øst til (Capo Rosso) i vest er den 83 km bred. Arealet er ca. 8682 km². Korsikas kyst måler mere end 1000 km på grund af de mange indskæringer især på vestkysten. En tredjedel af kysten har strand, mens resten er klippekyst.
Korsika ligger ganske vist i Middelhavet, men det nordlige hav kaldes det Liguriske hav, og havet øst og syd for øen kaldes det Tyrrhenske hav. Kun vestkysten hører til Middelhavet, siger man.
Afstanden til Frankrigs hovedland ved (Nice) er 180 km, og det italienske fastland ved Livorno ligger 83 km borte. Derimod er der kun 12 km til den italienske naboø, Sardinien.

## Geologiske forhold
Korsika er så bjergrig, at ca. 86 % af øen er bjerge, mens kun 14 % er kystslette. Gennemsnitshøjden er 568 m over havet (mod Sardinien: 344 m og Sicilien: 441 m). Korsika har 50 bjerge, som er mere end 2000 m høje, og det højeste bjerg, Monte Cintu, når op i 2710 m højde, selv om det kun ligger 25 km fra havet.
Øen blev dannet samtidig med Alperne under den tertiære foldning. Nyere undersøgelser viser, at Korsika og Sardinien dannede forbindelsen mellem Alperne og Pyrenæerne. I løbet af de seneste ca. 25 millioner år er de så drevet langsomt ud i det nordlige Middelhav. Korsika består mest (dvs. vest for højderyggen) af en nederoderet granitmasse, som er blevet hævet, foldet og brudt flere gange. Østsiden består mest af skifer, som er dannet ud fra ler på havbunden.

## Infrastruktur
Øen gennemskæres af den smalsporede jernbane, som har knudepunkt midt på øen, i Punte Leccia. For den, som gerne vil lære øens geografi og natur at kende, er den 4 timer lange køretur fra L’île Rousse til Ajaccio en stor oplevelse.
Vejbyggeri generes af den nævnte højderyg, som kun har få bjergpas. Vejnettet er derfor stadig snoet og smalt på mange strækninger, selv når man taler om hovedruterne, hnv. Bastia-Corte-Ajaccio og Bastia-L'île Rousse-Calvi. Alle veje er asfalterede og bliver holdt i god stand, så god faktisk, at der afholdes bilvæddeløb hvert år på disse smalle, snoede veje.
Korsika har en del gode, naturlige havne, som er udbygget en hel del gennem de seneste år med satsning på turisme. Det har givet muligheder for færgesejlads mellem på den ene side Frankrig (Nice, Marseilles) og Italien (Livorno) og på den anden side flere forskellige havne på Korsika. Desuden har øen et par internationale lufthavne, Bastia og Ajaccio, som beflyves af Air France og en del charterselskaber.
Korsika danner en del af elforsyningslinjen mellem Italien og Sardinien, hvad der ofte fører til problematiske sammenbrud af øens forsyningsnet, som ellers er godt udbygget med tre vandkraftværker og to kraftvarmeværker.

De vigtigste byer (korsikansk navn):
- Ajaccio (Aiacciu)
- Bastia (Bastia)
- Corte (Corti)
- Sartene (Sartè)

Andre byer og steder:
- Saint-Florent (San Fiorenzu)
- Calvi (Calvi)
- Porto-Vecchio (Porti Vechju)
- Bonifacio (Bunifaziu)
- L'Ile Rousse (Isula Rossa)

## Bjerget i havet
Fra Cap Corse mod nord til sydspidsen gennemskæres Korsika af en højderyg. Mod vest dominerer den krystallinske granit og mod øst er det skifer og havaflejringer. De højeste bjerge hæver sig direkte ud af højderyggen eller ligger tæt på den:
- Monte Cinto (2710 m)
- Monte Rotondo (2622 m)
- Punta Minuta (2556 m)
- Paglia Orba (2525 m)
- Monte d'Oro (2389 m)
- Monte Renoso (2352 m)
- Capo Tafonatu (2343 m)

42°N 9°Ø / 42°N 9°Ø